# 阮文名
阮文名（越南语：／；？—1802年），一作阮文賜（越南语：／）、阮文用（越南语：／），越南西山朝官員。
阮文名是北河人，後與弟弟阮文訓一起投奔西山軍，成為北平王阮惠的掌府，後封內侯。1788年，追隨阮惠前往昇龍（今河內市）捕殺武文任。阮文名與陳順言、吳時任被留在昇龍城，輔佐吳文楚、潘文璘守城。後又隨吳文楚參加清越戰爭，並在戰爭勝利之後作為西山朝使團的一員，出使清朝求和。
1795年，武文勇發動兵變，逮捕執掌大權的太師裴得宣。阮文名前往北河，矯詔令節制阮光垂將裴得宣的黨羽吳文楚逮捕。正在圍攻延慶城的陳光耀得知此事，率軍回朝靖亂。武文勇與阮文名率軍與其對峙。後經景盛帝阮光纘的斡旋雙方和睦。阮文名受封為大司馬，與阮文訓、武文勇、陳光耀四人同掌朝政，號稱「四柱大臣」。
1802年，昇龍被阮福映攻陷，阮文名隨阮光纘、阮光垂等人逃跑，行至鳳眼縣（地屬今北江省）被當地村民抓獲。阮光垂自殺，阮文名與阮光纘等人被押往順化處死。

## 腳註
1. ↑  《越南史略》
2. ↑  《皇黎一統志》中作「阮文用」。